# Malonate de diméthyle
Le malonate de diméthyle ou propanedioate de diméthyle, de formule semi-développée CH2(COOCH3)2, est l'ester diméthylique de l'acide malonique. Il est communément utilisé comme réactif en synthèse organique.